# Constantin Titel Petrescu
Constantin Titel Petrescu (ur. 5 lutego 1888 w Krajowej, zm. 2 września 1957) – rumuński prawnik i polityk.
W latach 1906–1910 studiował na Wydziale Prawa uniwersytetu w Bukareszcie. Od młodości działał w Socjaldemokratycznej Partii Rumunii (SDPR). Działał też w ruchu zawodowym. W latach 1927–1938 pełnił funkcję sekretarza SDRP, która w lutym 1938 została, podobnie jak inne partie, zdelegalizowana po ustanowieniu rządów królewskich Karola II. W maju 1948 został aresztowny przez komunistów. Zmarł w więzieniu politycznym w Sighet. Jest autorem pracy Socialismul În România 1835 - 6 septembrie 1940 (Socjalizm w Rumunii, 1835 - 6 września 1940).

Kierował gazetą Wolność.